# Bestuurlijke indeling van Roemenië

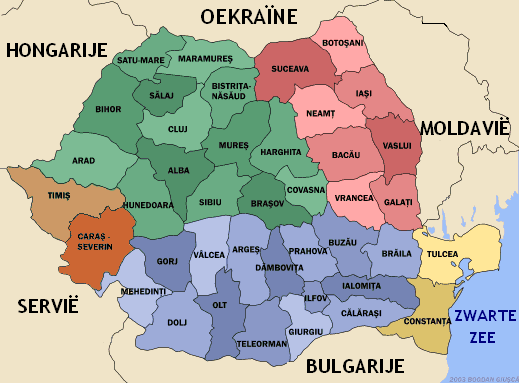
De districten en regio's van Roemenië.

De bestuurlijke indeling van Roemenië bestaat naast de centrale overheid uit twee bestuurslagen. 

## Districtsniveau
Op regionaal niveau bestaan de districten (județe, enkelvoud județ). Ieder district heeft een districtsraad, gekozen door de bevolking, en een prefect, benoemd door de regering met taken op het gebied van medebewind.

## Lokaal niveau
Op lokaal niveau bestaan drie vormen: de 103 municipaliteiten (municipii, enkelvoud municipiu), 216 steden (orașe, enkelvoud oraş) en 2851 Gemeenten (comune, enkelvoud comuna). De drie vormen hebben allen een lokale raad en een burgemeester, gekozen voor een periode van vier jaar. Rond de grootste steden kan een metropolitane zone (zona metropolitană) worden ingesteld, waarin de steden en gemeenten samenwerken.

## Boekarest
De hoofdstad Boekarest is een municipaliteit en district tegelijkertijd en heeft een eigen bestuursvorm. Met een Algemene Raad van de Municipaliteit Boekarest en een Algemene Burgemeester. De stadsdelen hebben een eigen lokale raad en een burgemeester. Daarnaast is er een prefect, zoals in de districten.